# Pseudopieris nehemia
Pseudopieris nehemia es una especie de mariposa, de la familia de las piérides, que fue descrita originalmente con el nombre de Pieris nehemia, por Boisduval, en 1836, a partir de ejemplares procedentes de Brasil.

## Distribución
Pseudopieris nehemia está distribuida entre las regiones Neotropical y Neártica, desde México hasta Argentina.

## Subespecies
- Pseudopieris nehemia nehemia (Brown & Mielke, 1967)(Bolivia, Perú)
- Pseudopieris nehemia aequatorialis (C. & R. Felder, 1861) (Bolivia, Perú)
- Pseudopieris nehemia limbalis (Röber, 1924) (Brasil)
- Pseudopieris nehemia prasina (Hayward, 1949) (Argentina)
- Pseudopieris nehemia francisca (Lamas, 1979) (Honduras)
- Pseudopieris nehemia irma (Lamas, 1979) (Guatemala)
- Pseudopieris nehemia luisa (Lamas, 1979) (Panamá)
- Pseudopieris nehemia melania (Lamas, 1985) (Perú)
- Pseudopieris nehemia jessica (Lamas, 2004) (Perú)
- Pseudopieris nehemia mariana (Lamas, 2004) (Perú)

## Plantas hospederas
Las larvas de P. nehemia se alimentan de plantas de la familia Fabaceae. Se ha reportado en Calliandra tweedii.